# ملائكة في جهنم (فلم)
ملائكة في جهنم فيلم مصري تم إنتاجه عام 1947، تمثيل أمينة رزق وسراج منير، وهو أول فيلم قام بإخراجه المخرج حسن الإمام.

## طاقم التمثيل
- أمينة رزق
- سراج منير
- زوزو شكيب
- فريد شوقي
- زوزو حمدي الحكيم
- فاتن حمامة

## روابط خارجية
- مقالات تستعمل روابط فنية بلا صلة مع ويكي بيانات